# Pleuroptya agilis
Pleuroptya agilis là một loài bướm đêm trong họ Crambidae.